# Új-Kaledónia
Új-Kaledónia (franciául Nouvelle-Calédonie, más néven: Kanaky, Le caillou) Franciaország tengerentúli területe (18 575 km²): egy nagy és több kisebb sziget a Csendes-óceán délnyugati részén, Ausztráliától kb. 1500 km-re keletre, a déli szélesség 18–23,5° a keleti hosszúság 157–174° között. Népessége a 2019-es népszámlálás szerint 271 407 fő volt, amelynek 90%-a a főszigeten, Grande Terre-en él, ahol a főváros, Nouméa is található. Legfontosabb gazdasági ágazata a nikkelbányászat, itt található a világ nikkeltartalékának 6-7%-a.A szigetek lakossága három fő népcsoportra tagolódik, az őshonos melanéz kanakokra, az idetelepült franciákra és a más óceániai szigetekről érkezett bevándorlókra. 2020. október 4-én népszavazást tartottak a szigetek függetlenné válásáról, amelyen a lakosság szűk többsége a továbbra is Franciaországhoz való tartozásra voksolt.

## Nevének eredete
Kaledónia a mai Skócia északi része volt, amelyet az ókori rómaiak nem hódítottak meg.

## Földrajza

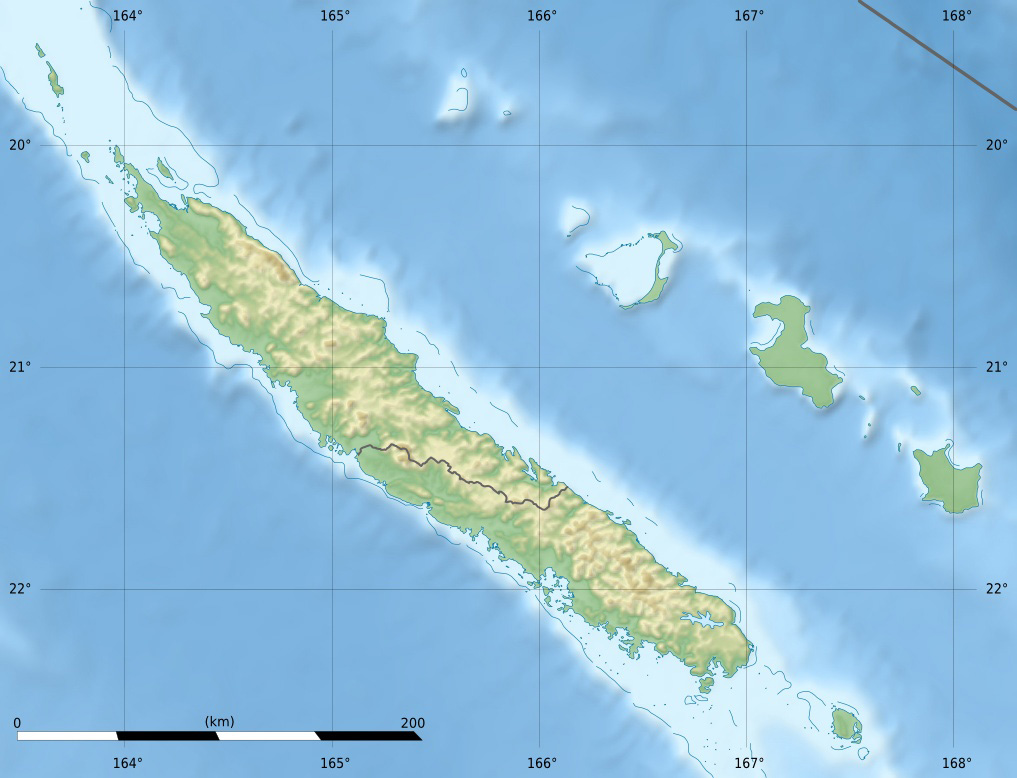
Új-Kaledónia domborzati térképe

Időnként Új-Kaledóniának hívják magát a fő szigetet is – Grande Terre; 16 745 km²; legmagasabb pontja a Mont Panie (1628 m).
A Lojalitás-szigetek lakott tagjai:
- Lifou-sziget 1150 km²;
- Maré-sziget 650 km²
- Ouvéa-sziget 130 km²
- Pins-sziget 153 km²
- Bélep-sziget 70 km²

Számos apróbb sziget, illetve szirt lakatlan. Ezek közül jelentősebbek:
- Chesterfield-sziget
- Huon-sziget
- Hunter-sziget
- Matthew-sziget
- Walpole-sziget

## Történelme
A Csendes-óceán nyugati térsége 50 000 évvel ezelőtt népesült be. Később ausztronéz nyelvű népek érkeztek. A Melanéziában letelepedett különböző népek a lapita régészeti kultúrához tartoznak.  Ma úgy tartják, hogy ők Új-Kaledónia és a Lojalitás-szigetek vidékére i. e. 1500 körül érkeztek. A lapiták igen képzett tengerészek voltak és jó földművesek, a befolyásuk a Csendes-óceán nagy részére kiterjedt.
A 11. századtól érkező polinéziaiak elvegyültek a korábbi lakókkal.
Az európaiak Új-Kaledóniát és a Lojalitás-szigeteket a 18. század végén fedezték fel. James Cook brit felfedező 1774-ben szállt partra a szigeten és elnevezte Új-Kaledóniának. Kaledónia Skócia latin neve. Ugyanazon az úton Új-Kaledóniától északra szigeteket fedezett fel és Új-Hebridáknak nevezte (ma Vanuatu), a Skóciától északra fekvő szigetekről. Új-Kaledónia vizein a 19. században bálnavadászat folyt. A szantálfa-kereskedőket kezdetben örömmel üdvözölték, de aztán megromlott a viszonyuk a bennszülöttekkel. Az európaiak korábban ismeretlen betegségeket terjesztettek el: himlő, kanyaró, vérhas, influenza, szifilisz, lepra. Sok ember belehalt a betegségekbe. A feszültség nőtt és 1849-ben a Cutter nevű hajó legénységét megölte és megette a Pouma klán.
A szantálfa-kereskedelem lehanyatlása után a kereskedelem új formája terjedt el, a „feketerigósítás”. Ez eufemizmus volt. Új-Kaledónia, a Lojalitás-szigetek, Új-Hebridák, Új-Guinea és a Salamon-szigetek népét rabszolgák módjára vitték Fidzsire és Queenslandbe, hogy a cukornád-ültetvényeken dolgozzanak. Ez a kereskedelem a 20. század kezdetén szűnt meg. A kereskedők áldozatait úgy hívták: Kanakas. Ebből rövidült a Kanak szó. A francia megszállás után aztán így hívták a teljes bennszülött lakosságot.

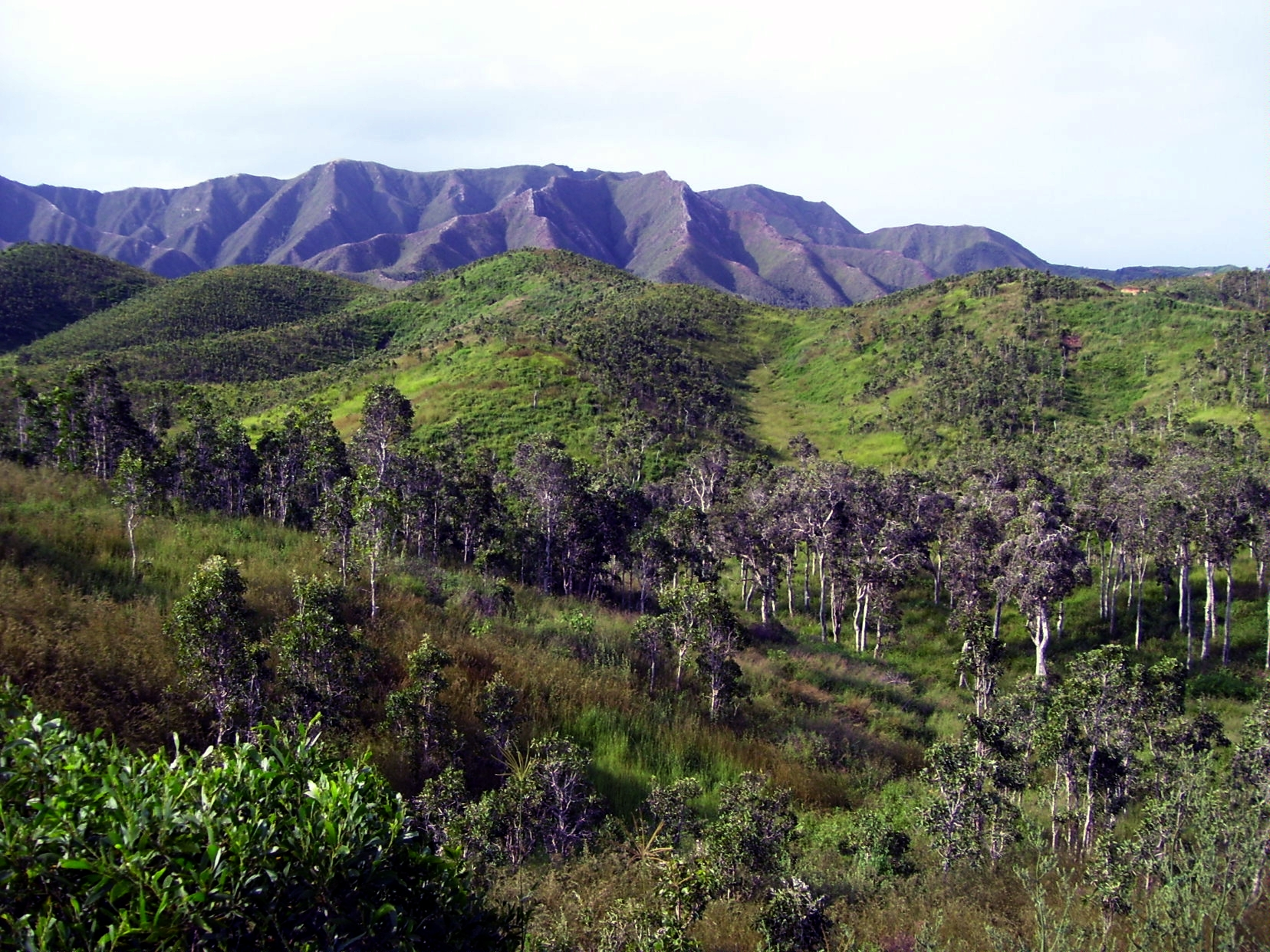
Új-kaledóniai táj

A sziget 1853 végén került Franciaország birtokába III. Napóleonnak azon törekvése következtében, hogy rivalizáljon az Ausztráliában és Új-Zélandon létesült brit gyarmatokkal. A közeli Ausztráliában alkalmazott brit példát követve 1861 és 1922 között Franciaország 22 000 elítéltet szállított az itteni büntetőtelepekre, a sziget délnyugati partjára; voltak köztük köztörvényes bűnözők éppúgy, mint politikai foglyok: párizsi szocialisták vagy kabil szabadságharcosok. A korszak végén a szabad európai telepesek (köztük a korábbi elítéltek) és az ázsiai szerződéses munkások számszerűen messze többen voltak, mint a munkára kényszerített bennszülöttek. Ugyanis az említett időszakban a bennszülött kanak lakosság száma drasztikusan lecsökkent a betegségek és az apartheid-szerű rendszer miatt. Az úgynevezett Code de l'Indigénat súlyosan korlátozta a kanakok létfeltételeit, mozgásszabadságát és földtulajdonlását.
A második világháború idején az Amerikai Egyesült Államok és a szövetséges hatalmak erős támaszpontokat építettek ki, hogy felvegyék a harcot a Délkelet-Ázsiából Ausztrália felé előrenyomuló japánokkal. Nouméa-ban volt az Amerikai Egyesült Államok Csendes-óceánon lévő katonai erőinek főparancsnoksága. A terület közel volt a hadszíntérhez, így Nouméban folyt a sérült amerikai hajók gyors javítása is.
Az amerikai főhadiszállás – egy ötszögű épületkomplexum – a háború után új regionális fejlesztési szervezetek főhadiszállása lett: ide települt a Déli Csendes-óceáni Bizottság, amelyből később a Csendes-óceáni Közösség titkársága lett.

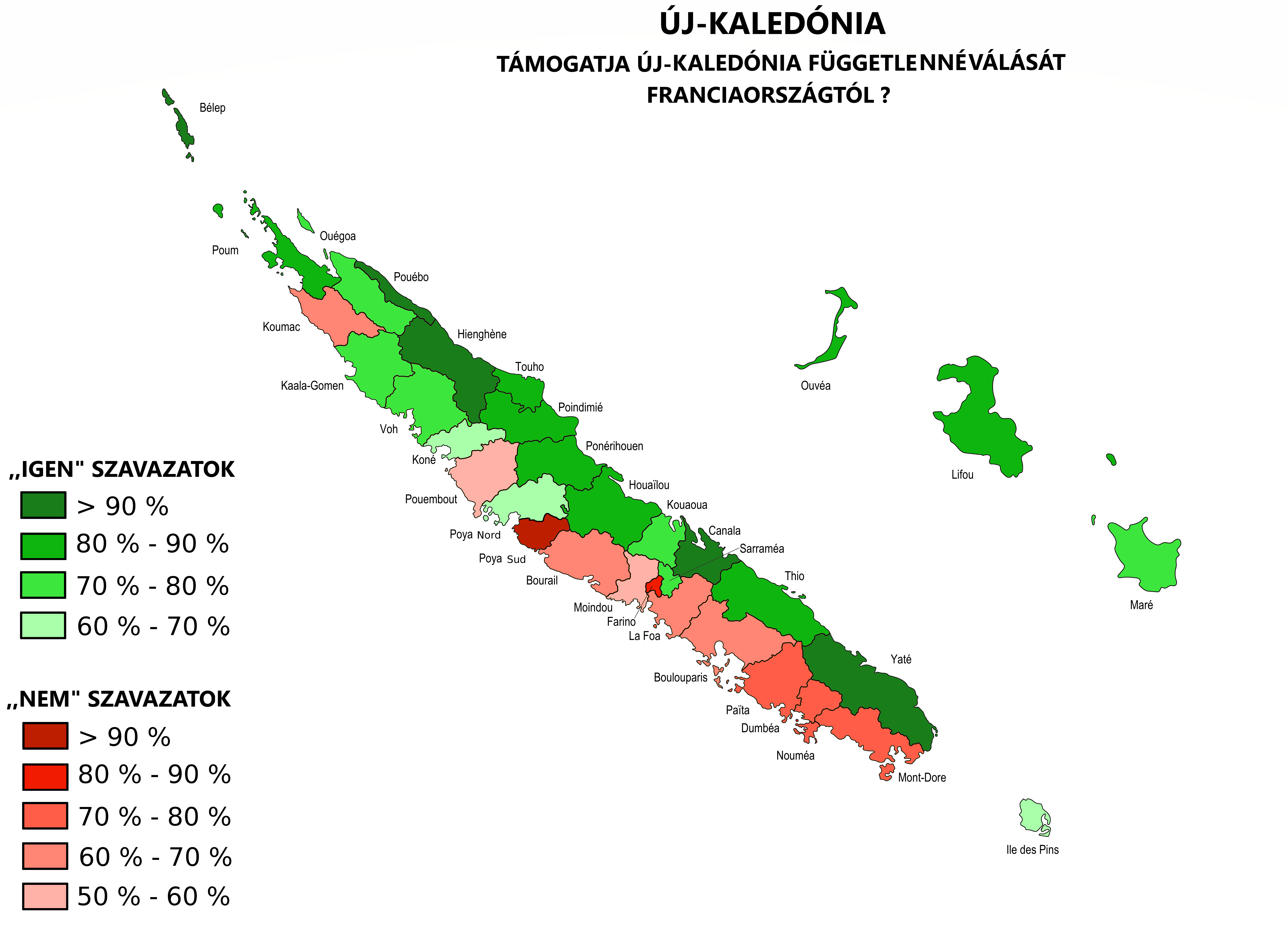
A 2020-as függetlenségi referendum eredménye kerületenként (zöld: mellette, piros: ellene)

Új-Kaledónia 1986 óta rajta van az Egyesült Nemzetek Szervezete által készített önkormányzattal nem rendelkező területek listáján. A Kanak Szocialista Nemzeti Felszabadító Front (FLNKS) 1985-ben indította meg agitációját a függetlenségért. Az FLNKS (amelynek vezetőjét, Jean-Marie Tjibaou-t 1989-ben meggyilkolták) Kanaky néven javasolt független államot. A zavargások csúcspontja 1988-ban Ouvéa-ban egy véres túszejtés volt. A nyugtalanság eredménye az egyre nagyobb autonómia lett: 1988-ban a Matignon-egyezmény, 1998-ban a Nouméa-egyezmény alapján. Ezek szerint Új-Kaledónia fokozatosan elválik Franciaországtól, ez a folyamat visszafordíthatatlan. Bevezették a helyi új-kaledóniai állampolgárságot, az identitás megerősítésére nemzeti szimbólumokat (például zászlót) fogadtak el és népszavazást irányoztak elő a teljes függetlenségről. A szavazást 2018. november 4-én tartották, melyen a 174 ezer jogosult több mint 80%-a vett részt és 56,4/43,6% arányban elutasították a szuverenitást. Általában a kanakok lakta térségekben a függetlenségre szavaztak, míg ott, ahol az európai bevándorlók leszármazottaiból áll a lakosság többsége, ellene szavaztak. Mivel a szavazás végeredménye szoros volt, ezért két évvel később új népszavazást írtak ki.
A 2020 október 4-én tartott népszavazáson  85,7%-os részvétel mellett ismét a maradáspártiak arattak győzelmet, bár a szeparatisták növelni tudták szavazóbázisukat, 46,74%-ot értek el, a lojalista szavazatok aránya 53,26% volt. A függetlenségpártiak  főleg az óceániai bevándorló származású fiatalok körében tudták növelni szavazóbázisukat, akiknek körében egyre népszerűbb a pán-óceánizmus eszméje, ami az európai hatalmak kivonulását sürgeti a térségből.
A terület jelentős autonómiát élvez a Francia Köztársaságon belül (de jure az egyetlen autonóm francia terület), a francia állampolgárságon belül létezik saját új-kaledóniai állampolgárság, s a francia kormány a külügyeken, védelmi ügyeken, rendőri ügyeken és a valutaügyeken kívül minden más ügyet a helyi választott testületekre delegál. A függetlenség hívei és ellenzői közti egyensúly érdekében Új-Kaledónia mindenkori elnökének és alelnökének kötelezően a szemben álló táborból kell származnia: amennyiben a választásokon függetlenség-ellenes jelölt nyeri el az elnöki posztot, az alelnöknek kötelezően függetlenségpártinak kell lennie, és fordítva. Azért dolgoztak ki ilyen autonómiát a szigetnek, mivel az 1980-as években súlyos összecsapások voltak az őslakosok és a francia bevándorlók között.

## Népesség, vallás

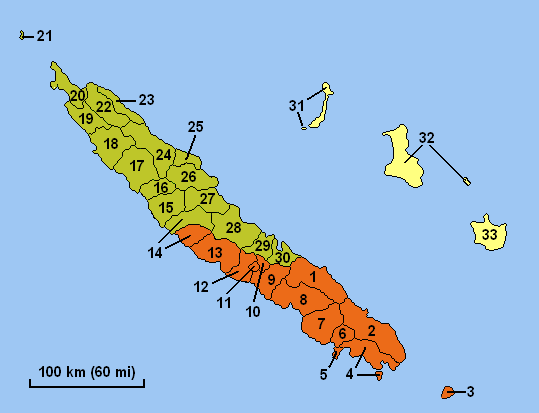
Új-Kaledónia közigazgatási felosztása

- Népesség: melanéz (kanak) 43%, európai 37%, wallisi 8%, polinéz 4%, indonéz 4%, vietnámi 2%, egyéb 1%.
- Vallás: római katolikus 60%, protestáns 30%, muzulmán 3%, egyéb 7%.

## Gazdaság
A gazdaság fő ága a nikkel- és kobaltbányászat a hozzá kapcsolódó színesfémkohászattal. Új-Kaledónia rendelkezik a világ nikkeltartalékainak 6-7%-ával, kb. 7,1 millió tonnával. Területének csak kis része művelhető, ezért élelmiszerimportőr. A nikkelexport mellett fontos bevételt hoz a turizmus, valamint az anyaország támogatása is jelentős.
2010. augusztus 18-án a kongresszus új himnuszt és új pénznemet fogadott el.

## Kultúra

### Gasztronómia
Új-Kaledónia hagyományos gasztronómiája eredetileg melanéz (kanak) volt, majd a gyarmatosítás után egyre kevertebbé vált francia, polinéz (tahiti), indonéz, vietnámi, afrikai, arab, ausztrál és japán hatásokkal. Jellegzetes összetevők a repülőkutyahús, csiga, rák, szarvas, trópusi gyümölcs, hal és kókusztej. Az új-kaledóniai fogások között kevés az eredeti melanéz specialitás, a többség már a különféle külső hatások nyomán átvett étel.

## Közlekedés
- Közutak hossza: 5622 km[10]
- Repülőterek száma: 25, ebből 12 betonozott.[10]
- Kikötők száma: 3, a legjelentősebb a Nouméai kikötő.[11]

## Turizmus

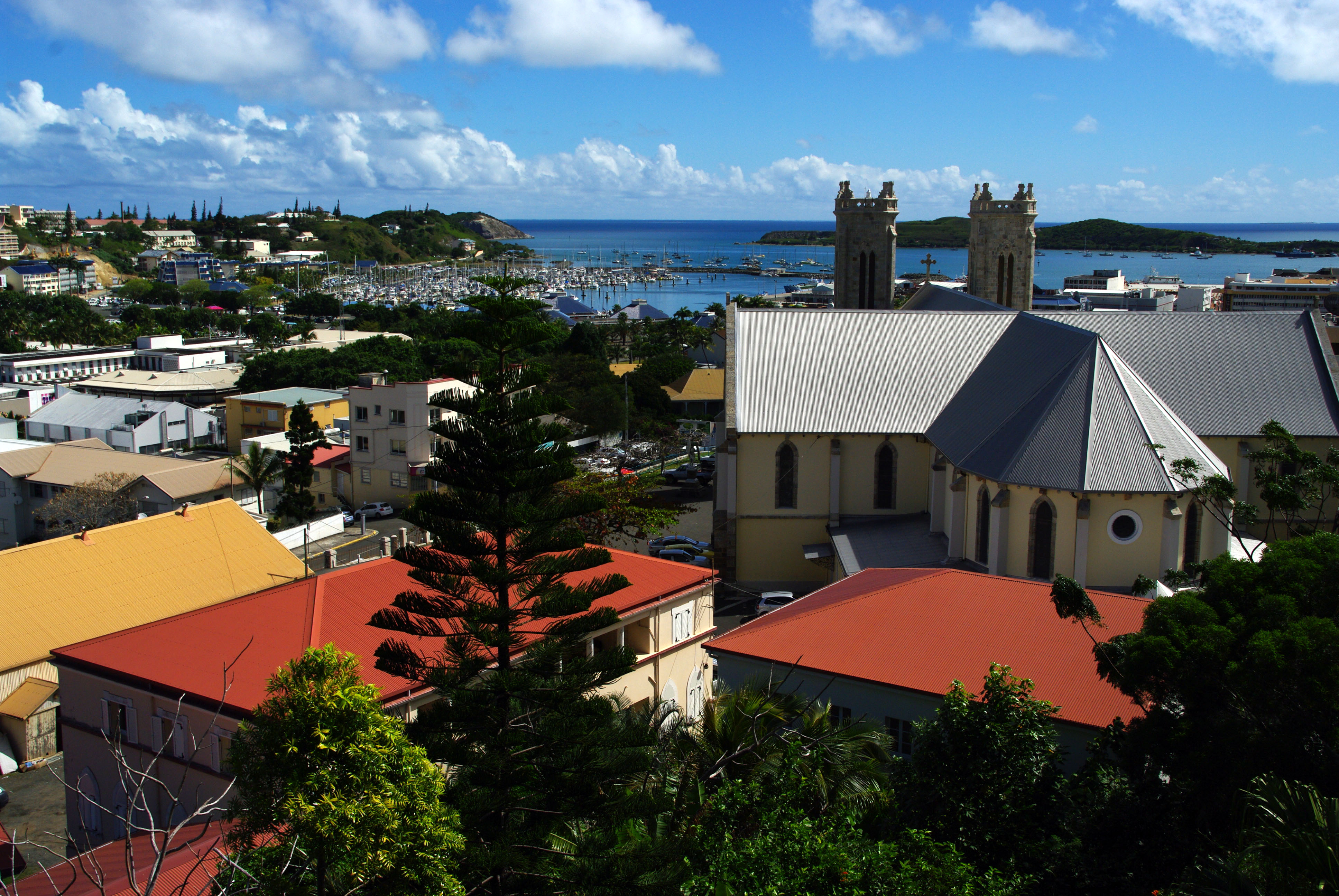
A főváros, Nouméa

2019-ben körülbelül 474 000 turista látogatta meg a szigetet.
Kötelező oltás, ha fertőzött országból érkezik/országon át utazik valaki:
- sárgaláz